# Гудаф Цегай
Гудаф Цегай Деста (амх. ጉዳፍ ፀጋዬ; род. 23 января 1997, Тыграй) — эфиопская легкоатлетка, специализирующаяся в беге на средние и длинные дистанции. Бронзовый призёр Олимпийских игр 2020 года, чемпионка мира 2023 года. Рекордсменка мира в беге на 5000 метров. 

## Биография
Первого серьёзного успеха достигла зимой 2014 года, когда на соревнованиях XL Galan в Стокгольме установила высшее мировое достижение среди девушек до 18 лет в беге на 1500 метров — 4.08,47. Вслед за этим дебютировала в сборной страны на чемпионате мира в помещении, где не смогла пробиться в финал.
Завоевала серебряную медаль на юниорском чемпионате мира 2014 года, уступив только соотечественнице Давит Сеяум.
В феврале 2016 года побила юниорский мировой рекорд на дистанции 1500 метров в помещении — 4.01,81. На чемпионате мира в помещении завоевала бронзовую медаль в этой дисциплине.
Участвовала в Олимпийских играх в Рио-де-Жанейро в беге на 800 метров: в предварительном забеге финишировала четвёртой с результатом 2.00,13 и не смогла пройти в полуфинал по времени.
В 2023 году на чемпионате мира в Будапеште эфиопская спортсменка выиграла беге на 10 000 метров с результатом 31:27,18 .
17 сентября 2023 года на финале Бриллиантовой лиги в Орегоне установила мировой рекорд в беге на 5000 метров — 14:00.21, превысив прежний рекорд Фейт Кипьегон сразу на 5 сек.

## Основные результаты
| Год  | Турнир                       | Место проведения         | Дисциплина | Место       | Результат |
| ---- | ---------------------------- | ------------------------ | ---------- | ----------- | --------- |
| 2014 | Чемпионат мира в помещении   | Сопот, Польша            | 1500 м     | 9-е (заб.)  | 4.11,83   |
| 2014 | Чемпионат мира среди юниоров | Юджин, США               | 1500 м     | 2-е         | 4.10,83   |
| 2016 | Чемпионат мира в помещении   | Портленд, США            | 1500 м     | 3-е         | 4.05,71   |
| 2016 | Олимпийские игры             | Рио-де-Жанейро, Бразилия | 800 м      | 19-е (заб.) | 2.00,13   |